# La Ilustración Española y Americana
La Ilustración Española y Americana era una rivista pubblicata a Madrid fra il 1869 ed il 1921.

## Diseño editorial
Venne fondata nel 1869 a Madrid da Abelardo de Carlos, che la diresse fino al 1881. Gli successe poi suo figlio, Abelardo José de Carlos y Hierro.
La rivista era pubblicata settimanalmente, i giorni 8, 15, 22 e 30 di ogni mese. Quando apparve nel 1869, continuava le pubblicazioni de El Museo Universal, rivista creata nel 1857 e che scomparve nel 1869. La Ilustración Española y Americana seguiva il modello di prestigiose riviste illustrate europee, come le francesi  L'Illustration o Le Monde Illustré, la tedesca Illustrirte Zeitung o L'Illustrazione Italiana.
In prima pagina, appariva il sottotitolo che ne presentava i contenuti: "Rivista periodica di scienze, arte, letteratura, industria e conoscenze utili" (Periódico de ciencias, artes, literatura, industria y conocimientos útiles). molti scrittori noti all'epoca collaborarono per la rivista, fra cui José Zorrilla, Ramón de Campoamor, Juan Valera, Leopoldo Alas Clarín, Valle-Inclán, Unamuno, Emilia Pardo Bazán o politici e giornalisti, come Emilio Castelar, Ángel Fernández de los Ríos, Peregrín García Cadena, Manuel Cañete, José Velarde, Miguel Rodríguez Ferrer, Patrocinio de Biedma o Francisca Sarasate.

## Temi e illustratori

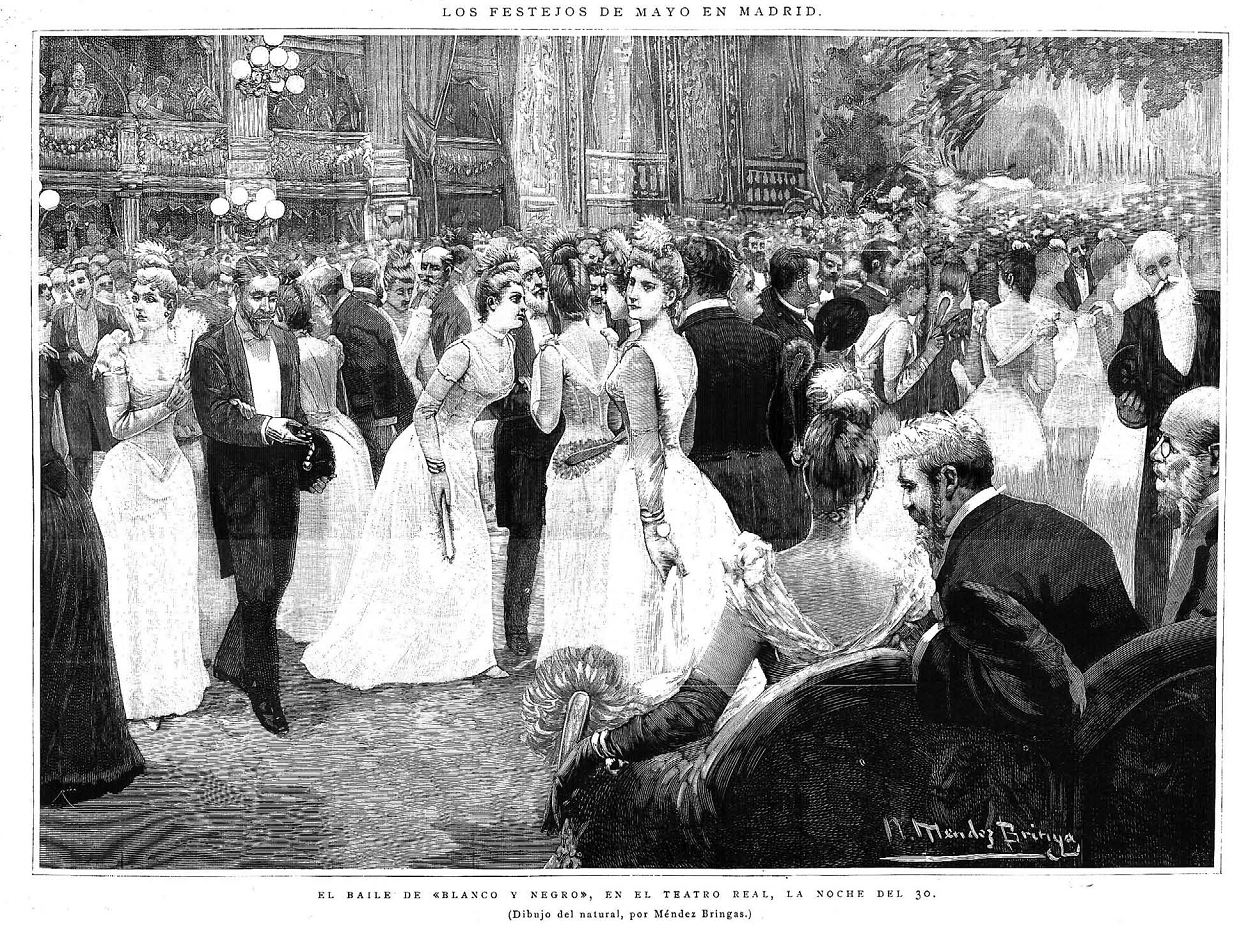
Il ballo "Bianco e Nero", al Teatro Real, nella notte del 30 maggio 1890 (Méndez Bringa per La Ilustración Española y Americana 34 (21): 361).

Come indica il nome, La Ilustración Española y Americana era caratterizzata dall'abbondanza di illustrazioni che rappresentano vari aspetti della vita quotidiana in Spagna e nei paesi dell'America Latina, dove anche era popolare. Bernardo Rico y Ortega era responsabile dellagrafica della rivista, direttore artistico e direttore principale degli uffici di Rivadeneyra.
La varietà di temi proposti causò una sorta di specializzazione tra gli artisti che collaborano alla rivista. Così, Daniel Perea si dedicava ai ritratti di personalità, militari, politici, artisti, intellettuali, ecclesiasticie scienziati, mentre Jose Luis Pellicer anticipò i fotoreporter del XX secolo come inviato speciale nella guerra carlista (1872-1876) e la guerra russo-turca (1877-1878).
Alla rivista, parteciparono anche numerosi grafici e pittori, come Alejandro Ferrant, Enrique Simonet, Juan Comba, Valeriano Domínguez Bécquer, Isidro Gil e Eduardo Sánchez Solá; o illustratori e vignettisti come Francisco e Daniel Ortego, Tomás Padró, Félix Badillo, Manuel Alcázar, Domingo Muñoz Cuesta, Alfredo Perea o Mariano Pedrero.

## Epoche

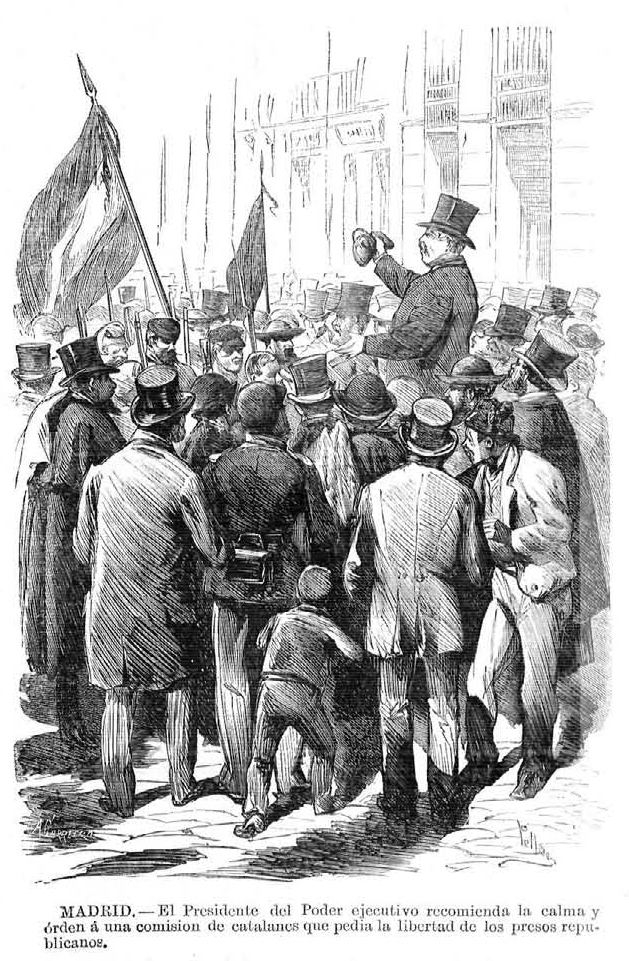
Madrid, febbraio 1873: il presidente del Potere esecutivo raccomanda la calma e l'ordine a una commissione di catalani che chiedeva la libertà per i prigionieri repubblicani (José Pelicer per La Ilustración Española y Americana 17 (8): 116)

La propria personalità dei collaboratori implicò un'influenza reciproca che segnò epoche diverse nella storia della rivista. Forse uno dei periodi più evidenti, provocato dal desiderio di recupero tradizionalista dovuto alla Restaurazione borbonica, è stato quello che lo storico Valeriano Bozal chiama "secondo costumbrismo" e insegue la costruzione di un'immagine della borghesia perseguita dalla rivista, con una profusione di illustrazioni "pittoresche", dai temi cercati nella vita quotidiana, fino alle stampe architettoniche, anche attraverso schizzi di ispirazione romantica sulle guerre carliste o su Cuba.